# Uvač
Pour les articles homonymes, voir Uvac (homonymie).
Uvač (en serbe cyrillique : Увач) est un village du centre du Monténégro, dans la municipalité de Kolašin.

## Démographie

### Évolution historique de la population
| 1948 | 1953 | 1961 | 1971 | 1981 | 1991 | 2003 |
| ---- | ---- | ---- | ---- | ---- | ---- | ---- |
| 109  | 111  | 53   | 30   | 69   | 15   | 2    |